# Viola etrusca
Viola etrusca är en violväxtart som beskrevs av M. Erben. Viola etrusca ingår i släktet violer, och familjen violväxter. Inga underarter finns listade i Catalogue of Life.